# Abdul Razak (labdarúgó)
Abdul Razak (Abidjan, 1992. november 11. –) elefántcsontparti válogatott labdarúgó, az AFC Eskilstuna  középpályása.

## Statisztika
2013. május 7. szerint
| Klub                                | Szezon   | Bajnokság | Bajnokság | FA-kupa  | FA-kupa | Ligakupa | Ligakupa | Európa   | Európa | Egyéb    | Egyéb | Összesen | Összesen |
| Klub                                | Szezon   | Fellépés  | Gól       | Fellépés | Gól     | Fellépés | Gól      | Fellépés | Gól    | Fellépés | Gól   | Fellépés | Gól      |
| ----------------------------------- | -------- | --------- | --------- | -------- | ------- | -------- | -------- | -------- | ------ | -------- | ----- | -------- | -------- |
| Manchester City                     | 2010–11  | 1         | 0         | 0        | 0       | 0        | 0        | 0        | 0      | 0        | 0     | 1        | 0        |
| Manchester City                     | 2011–12  | 1         | 0         | 0        | 0       | 3        | 0        | 0        | 0      | 0        | 0     | 4        | 0        |
| Portsmouth (kölcsönben)             | 2011–12  | 3         | 0         | 0        | 0       | 0        | 0        | 0        | 0      | 0        | 0     | 3        | 0        |
| Brighton & Hove Albion (kölcsönben) | 2011–12  | 6         | 0         | 0        | 0       | 0        | 0        | 0        | 0      | 0        | 0     | 6        | 0        |
| Charlton Athletic (kölcsönben)      | 2012–13  | 2         | 0         | 0        | 0       | 0        | 0        | 0        | 0      | 0        | 0     | 2        | 0        |
| Manchester City                     | 2012–13  | 3         | 0         | 1        | 0       | 1        | 0        | 0        | 0      | 0        | 0     | 5        | 0        |
| Összesen                            | Összesen | 16        | 0         | 1        | 0       | 4        | 0        | 0        | 0      | 0        | 0     | 21       | 0        |

## Sikerei, díjai
- Manchester City
  - Community Shield (1): 2012

## Fordítás
Ez a szócikk részben vagy egészben  az   Abdul Razak (footballer) című angol Wikipédia-szócikk ezen változatának fordításán alapul.  Az eredeti cikk szerkesztőit annak laptörténete sorolja fel. Ez a jelzés csupán a megfogalmazás eredetét és a szerzői jogokat jelzi, nem szolgál a cikkben szereplő információk forrásmegjelöléseként.